# Nikki Webster

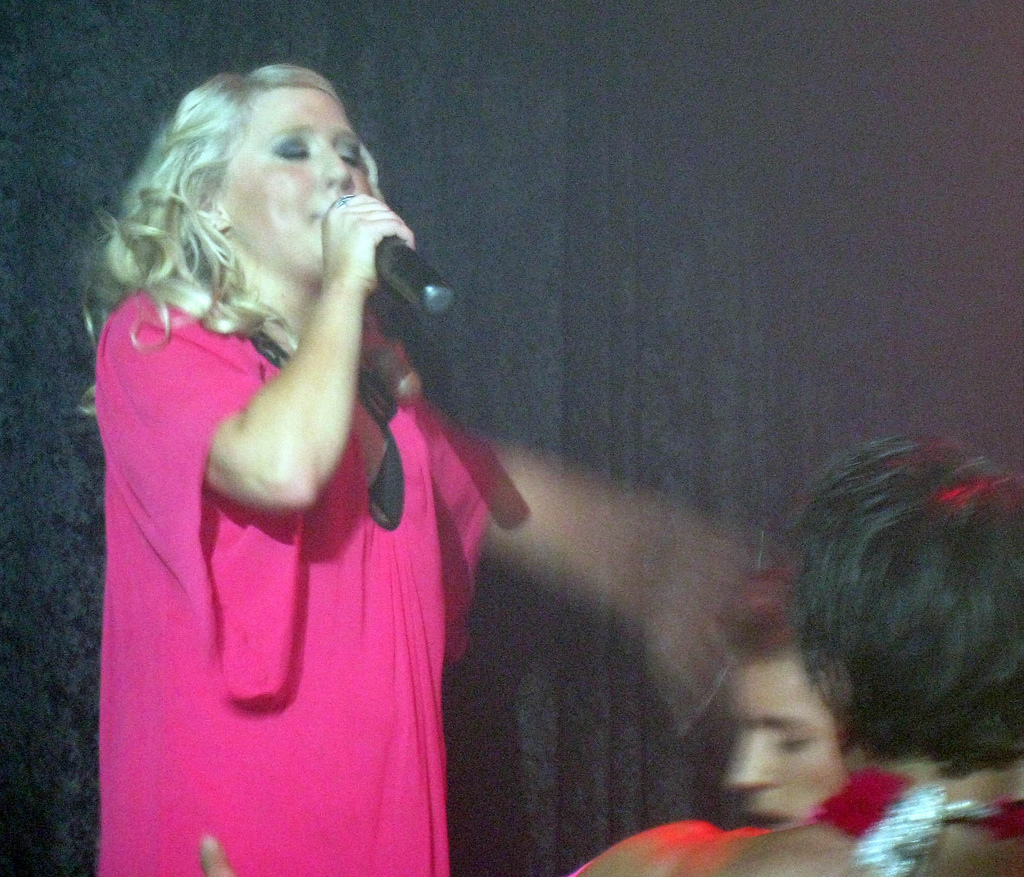
Nikki Webster

Nikki Webster (Sydney, 30 april 1987) is een Australische zangeres die tijdens de Olympische Zomerspelen 2000 doorbrak doordat ze de openingsceremonie op 15 september mocht verzorgen. Daar bracht ze haar debuut - "We'll Be One" - ten gehore. Ze is in Nederland doorgebroken tijdens een optreden bij Fox Kids Planet Live, een jeugdprogramma op het huidige Disney XD. Daar bracht ze de singles "Strawberry Kisses" en "Depend on Me" ten gehore. De single "Strawberry Kisses" kwam op 22 juni 2002 op een 58e positie in de Mega Top 100.
Na twee eigen albums bracht Webster in de zomer van 2004 een album met "klassiekers" op de markt, waaronder Dancing In The Street van  Marvin Gaye en My Boy Lollipop van Millie Small. Op 29 november van dat jaar verscheen het dubbelalbum Best Of, met 30 tracks.
In 2006 poseerde Webster voor het blad "Zoo Weekly" wat in haar thuisland heftige reacties opleverde.